# Hostra Mohîla, Stavîșce
Hostra Mohîla (în ucraineană Гостра Могила) este localitatea de reședință a comunei Hostra Mohîla din raionul Stavîșce, regiunea Kiev, Ucraina.

## Demografie
Componența lingvistică a localității Hostra Mohîla
     Ucraineană (99,43%)
     Alte limbi (0,57%)
Conform recensământului din 2001, majoritatea populației localității Hostra Mohîla era vorbitoare de ucraineană (99,43%), existând în minoritate și vorbitori de alte limbi.